# Кудряшов, Борис Борисович
Борис Борисович Кудряшов (10 июня 1931, Ленинград — 12 апреля 2002) — советский и российский учёный в области технологии и техники геологоразведочных работ. Известен как теоретик и организатор научных исследований по разведочному бурению скважин, основатель отечественной школы буровой теплофизики и педагог. Заслуженный деятель науки и техники РФ.

## Биография

### Образование
Родился в Ленинграде 10 июня 1931 года в семье актёра и учительницы. В 1954 году Борис Борисович с отличием окончил Ленинградский горный институт им. Г. В. Плеханова (ЛГИ) по специальности «Техника разведки месторождений полезных ископаемых». В 1960-1961 гг. проходил научную стажировку в качестве аспиранта в Клаустальской горной академии (ФРГ), в 1963 г. защитил кандидатскую, в 1972 г. — докторскую диссертации, с 1974 г. — профессор.

### Карьера
После окончания института в 1954 году Кудряшов начал работу младшим научным сотрудником во Всесоюзном научно-исследовательском институте методики и техники разведки (ВИТР) Министерства геологии СССР. С 1956 года Борис Борисович работал в ЛГИ на кафедре технологии и техники бурения скважин (ТТБС), где последовательно занимал должности ассистента, доцента и профессора.
В 1980—1981 годах Кудряшов был деканом геологоразведочного факультета ЛГИ. С 1981 по 1989 годы занимал пост проректора по научной работе ЛГИ. С 1989 по 2000 годы Борис Борисович являлся заведующим кафедрой технологии и техники бурения скважин Санкт-Петербургского государственного горного института (технического университета) (СПГГИ (ТУ)).
Борис Борисович был талантливым педагогом, лекции профессора пользовались популярностью у студентов, а с аспирантами он работал допоздна. Он подготовил 27 кандидатов и 6 докторов технических наук, внёс значительный вклад в развитие отечественной школы буровой теплофизики. Студенты ЛГИ в течение нескольких поколений звали его Бур-Бурыч.
Борис Борисович Кудряшов умер 12 апреля 2002 года. Похоронен на Смоленском православном кладбище в городе Санкт-Петербурге.

### Научная деятельность

#### Исследования в области бурения
Кудряшов разработал основы теории и технологии регулирования температурного режима буровых скважин и породоразрушающего инструмента. Он предложил новые способы бурения в мерзлых породах с продувкой сжатым воздухом и промывкой пеной, методы бурения с одновременным замораживанием влажных пород, а также технологии бурения плавлением во льдах и горных породах. Внес значительный вклад в разработку аналитических решений для задач скважинной аэродинамики, тепломассообмена и регулирования температуры в скважинах, а также в область извлечения глубинного тепла Земли. Кроме того, он разработал теории бурения горных пород плавлением, а также теплового и механического разрушения льда. Его работы нашли широкое практическое применение.

#### Антарктические исследования
С 1967 года Борис Борисович был бессменным руководителем антарктических исследований Горного университета. Под его руководством были созданы основы теории, специальная техника и, совместно с Арктическим и антарктическим НИИ, внедрена в практику технология бурения глубоких скважин во льдах. Принимая участие в 20-й (1974—1975) и 24-й (1978—1979) Советских антарктических экспедициях, Кудряшов руководил внутриконтинентальными гляциологическими походами. Его работа способствовала преодолению множества технических сложностей, связанных с бурением во льдах в экстремальных условиях станции «Восток» — места с самыми низкими температурами на Земле и крайне разреженным воздухом.

#### Рекорды
Под руководством Кудряшова установлен абсолютный мировой рекорд глубины бурения во льдах — 3623 метра на станции «Восток» в Антарктиде. Его группа специалистов-буровиков прошла более 20 000 метров скважин с полным отбором керна во льдах приполярных районов и горных ледниках. Результаты их работы дважды отмечены в Книге рекордов Гиннесса.

### Вклад в экологически чистые технологии
Для проникновения в подледниковое озеро Восток и предупреждения его возможного загрязнения Кудряшов разработал экологически чистую технологию и технические средства бурения, которые получили положительное решение Государственной экологической экспертизы. В 2000 году, совместно с коллективом авторов из Горного университета и ААНИИ, была разработана и внедрена технология глубокого бурения во льдах с использованием оригинальных электротепловых и электромеханических снарядов на грузонесущем кабеле.

### Публикации и открытия
Кудряшов опубликовал более 250 научных работ, включая 17 учебников, учебных пособий и монографий. Он получил 45 авторских свидетельств и патентов. В 1995 году ему и группе других ученых был присвоен диплом № 6 за научное открытие «Явление сверхдлительного анабиоза у микроорганизмов».

### Участие в научных организациях
Борис Борисович был:
- Председателем двух диссертационных советов в СПГГИ (ТУ).
- Членом совета в МГРИ им. С. Орджоникидзе по присуждению учёных степеней.
- Членом экспертного совета ВАК СССР.
- Членом Президиума и двух советов УМО по геологическим специальностям Гособразования СССР.
- Членом Национального комитета по горной теплофизике и Межведомственной комиссии по изучению Антарктики при Президиуме АН СССР.
- Членом РИСО «Недра» и ряда научно-технических и методических советов.
- Действительным членом Академии естественных наук РФ (1997) и Международной академии наук экологии, безопасности человека и природы (МАНЭБ).

## Награды и признание
Борис Борисович Кудряшов был удостоен звания заслуженного деятеля науки и техники РФ (10.06.1992) и почётного члена Российского геологического общества. Он награждён:
- Орденом «За заслуги перед Отечеством» IV степени (16.11.1998).
- Орденом «Знак Почёта».
- Медалями «В память 250-летия Ленинграда» и «Ветеран труда».
- Ведомственными знаками отличия: «За отличные успехи в работе» (Минвуз СССР), «Почётный разведчик недр», «Отличник разведки недр» (Мингео СССР), «Шахтёрская слава» II и III степени.
- Дипломами и медалями ВДНХ и многих международных выставок.

### Исторический памятник
В 2013 году на заседании Консультативного совета Договора об Антарктике, проходившее в Брюсселе, было принято решение присвоить зданию бурового комплекса скважины 5Г имени профессора Бориса Борисовича Кудряшова на станции Восток статус исторического памятника. Это решение отражает признание международным научным сообществом значительного вклада российских учёных, и в частности Кудряшова, в разработку технологий бурения глубоких скважин во льду и исследование ледникового покрова, а также подлёдных водоёмов. Скважина 5Г, являясь самой глубокой в мире и превосходя достижения зарубежных специалистов на 500 метров, служит свидетельством этих достижений.